# Ubiti ptico oponašalko
Če ubiješ oponašalca (angleško To kill a Mockingbird) je roman ameriške pisateljice Harper Lee, ki je izšel leta 1960 in takoj požel izjemen kritiški in bralski odziv. Bran je po vseh srednjih in osnovnih šolah v Ameriki in je postal klasika ameriške književnosti. Zaplet in liki temeljijo na pisateljičinih opazovanjih njene družine, sosedov in dogodkov, ki so se zgodili v bližini njenega rojstnega mesta Monroeville v ameriški zvezni državi Alabama leta 1936, ko je bila stara 10 let.
Kljub reševanju resnih vprašanj posilstva in rasne neenakosti roman slovi po svoji toplini in humorju. Atticus Finch, oče pripovedovalke, je mnogim bralcem služil kot moralni junak in za odvetnike vzor integritete. Zgodovinar J. Crespino pojasnjuje: »V dvajsetem stoletju je romam Ubiti ptico oponašalko verjetno najbolj brana knjiga, ki se ukvarja z različnimi rasami v Ameriki, in njen glavni lik, Atticus Finch je izmišljena podoba, ki velja za rasnega junaka«.
Primarni temi romana sta rasna krivica in uničenje nedolžnosti. Strokovnjaki so v tem romanu obravnavali tudi vprašanje poguma, sočutja in enakosti med spoloma na jugu ZDA. S pomočjo tega romana v šolah učijo strpnosti in zavračajo predsodke.

## Zgodba
Zgodba, ki jo pripoveduje šestletna Jean Louise Finch, se dogaja v treh letih velike depresije (1933–35) v izmišljenem »utrujenem starem mestu« Maycomb v Alabami, sedežu istoimenskega okrožja. Jean Louise Finch, po vzdevku Scout, živi s svojim starejšim bratom Jeremyjem (Jemom) in njunim očetom Atticusom, odvetnikom srednjih let. Jem in Scout se družita s fantom po imenu Dill, ki vsako poletje obišče Maycomb, kjer ostane pri teti. Vsi trije, Dill, Jem in Scout, so bili prestrašeni, ampak tudi fascinirani nad svojim sosedom Arthurjem »Boo« Radleyem. Odrasli ne želijo govoriti o Booju in večina ga ni videla že vrsto let. Otroci si domišljajo, kakšen je po videzu in kakšni so razlogi, da se skriva v hiši. Seveda pa fantazirajo tudi o tem, kako ga spraviti iz hiše. Po dveh poletjih prijateljstva z Dillom, Scout in Jem ugotovita, da jima nekdo pušča majhna darila na drevesu zunaj Boojeve hiše. Skrivnostni Boo večkrat podari kakšne stvari otrokom, toda na njihovo razočaranje se on osebno nikoli ne pokaže.
Sodnik Taylor imenuje Atticusa za odvetnika Toma Robinsona, temnopoltega moškega, ki je obtožen posilstva mlade belke Mayelle Ewell. Čeprav mnogi meščani Maycomba prezirajo, Atticus pristane, da bo Toma branil po svojih najboljših močeh. Ostali otroci se zato norčujejo nad Jemom in Scout. Njunega očeta kličejo »nigger-lover«, kar pomeni ljubitelj črnuhov. Scout se želi zavzeti za čast svojega očeta, čeprav ji je ta rekel, naj se ne.
Atticus ne želi, da sta Jem in Scout prisotna na sojenju Tomu Robinsonu. V glavnem nadstropju ni več sedežev, a ugledni Sykes povabi Jema, Scout in Dilla, naj gledajo z balkona za črnce. Atticus ugotovi, da Mayella in Bob Ewell lažeta. Odkrije, da je Mayella osvajala Toma, kar je posledično povzročilo, da jo je njen oče pretepel. Meščani Ewelle označujejo kot »bele smeti«, katerim ni možno zaupati, toda porota Toma vseeno obsodi. Atticus upa, da bo lahko razveljavil razsodbo, toda Tom je med pobegom iz zapora ustreljen in ubit.
Kljub Tomovi obsodbi je Bob Ewell razočaran nad dogodki sojenja, Atticus pa razloži, da je na tem sojenju Ewell ubil zadnji del svoje pravičnosti. Bob Ewell pove Atticusu, da se mu bo maščeval in mu pljune v obraz. Nato pa poskuša vlomiti v hišo sodnika in grozi vdovi Toma Robinsona. Nato napade še Jema in Scout, ko se vračata domov v mračni noči po šolskem tekmovanju. Jem si zlomi roko in sredi zmede nekdo priskoči na pomoč otrokom. Skrivnostni moški dvigne Jema in ga nosi domov, takrat pa Scout spozna, da je to Boo Radley.
Šerif Tate prispe in odkrije Ewella mrtvega zaradi rane z nožem. Atticus verjame, da je odgovoren Jem, toda Tate je prepričan, da je bil Boo. Šerif se odloči, da bo zaradi varovanja Boojeve zasebnosti naznanil, da je Ewell med napadom preprosto padel na svoj nož. Boo prosi Scout, naj ga odpelje domov. Po tem, ko se poslovi od njega ob njegovih vhodnih vratih, Boo izgine v hišo in takrat se zadnjič vidita. Scout, ki stoji na Boojevi verandi, si predstavlja, kakšno je življenje z njegovega vidika.